# 巴拉諾夫斯基冰川

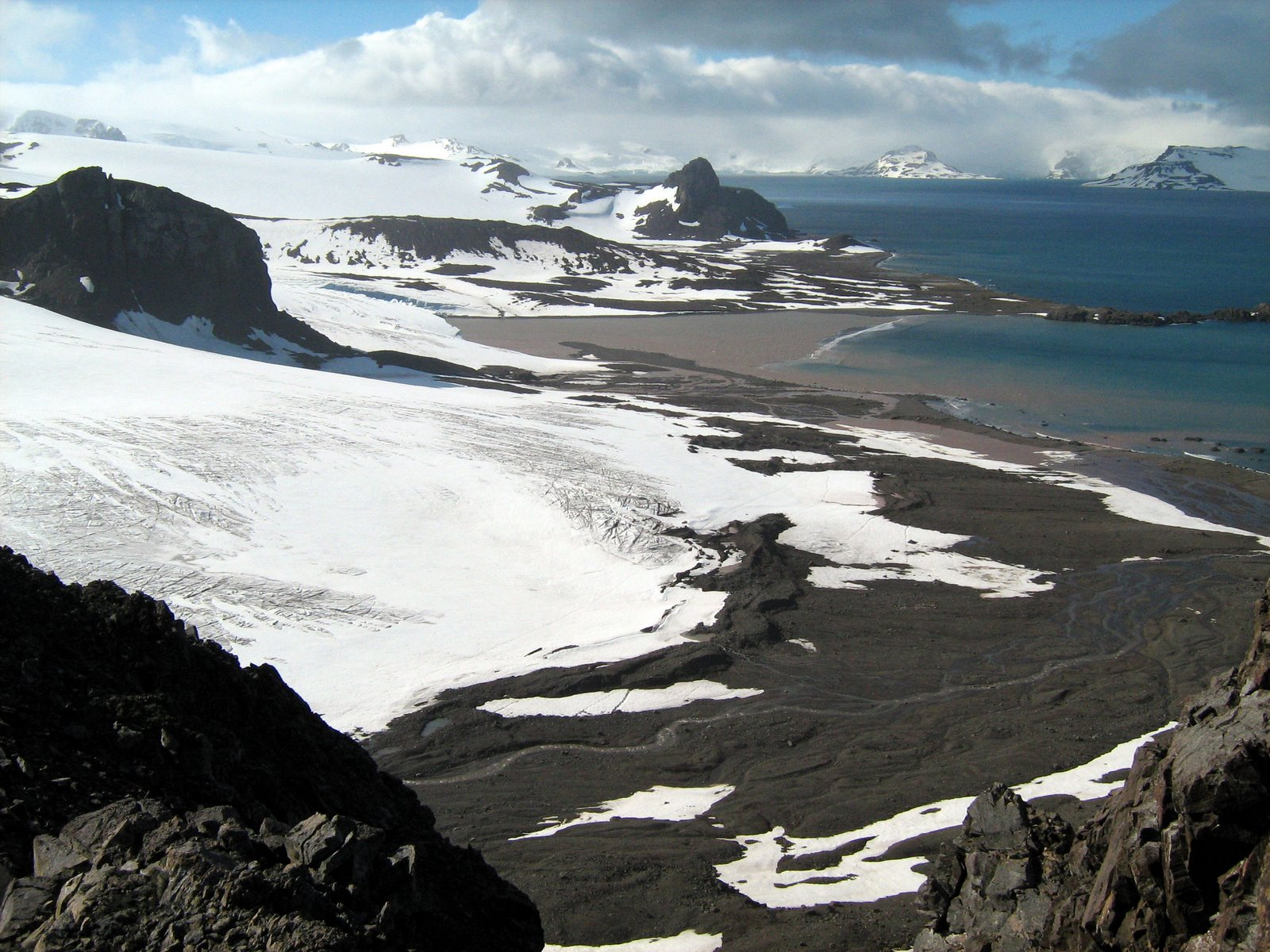

62°12′S 58°27′W / 62.200°S 58.450°W
巴拉諾夫斯基冰川（波蘭語：Lodowiec Baranowskiego）是南極洲的冰川，位於南設得蘭群島的喬治王島，最終注入阿德默勒爾蒂灣，以波蘭冰川學家命名，現時由南極條約體系管理。